# Heptacarpus palpator
Heptacarpus palpator är en kräftdjursart som först beskrevs av Richard Owen 1839.  Heptacarpus palpator ingår i släktet Heptacarpus och familjen Hippolytidae. Inga underarter finns listade i Catalogue of Life.